# Kavač
Kavač (en serbe cyrillique : Кавач) est un village du sud-ouest du Monténégro, dans la municipalité de Kotor.

## Démographie

### Évolution historique de la population
| 1948 | 1953 | 1961 | 1971 | 1981 | 1991 | 2003 |
| ---- | ---- | ---- | ---- | ---- | ---- | ---- |
| 321  | 326  | 405  | 423  | 407  | 466  | 443  |